# ルキウス・コルネリウス・レントゥルス・クルス
ルキウス・コルネリウス・レントゥルス・クルス（ラテン語: Lucius Cornelius Lentulus Crus, ? - 紀元前48年）は、共和政ローマの政治家、軍人。

## 生涯
レントゥルスは紀元前61年に起こったボナ・デア祭におけるプブリウス・クロディウス・プルケルが冒した大失態に対する告発者の1人であった。紀元前58年にプラエトル（法務官）へ選任されたが、その後も一貫してガイウス・ユリウス・カエサルにとって最も強硬な政敵の1人であった。
ガリア属州総督であったカエサルはガリアに留まり、軍も保持したまま執政官（コンスル）選挙に立候補したい旨を要望し、元老院派の一部とカエサル派の間で交渉があったものの、紀元前49年にコンスルとなったレントゥルスは「盗賊に対して必要なのは武器であり、投票では無い」と叫んだように、全てのカエサルの要求を拒絶し、マルクス・ポルキウス・カトやルキウス・ドミティウス・アヘノバルブスらと共に元老院の流れを方向付けた。
ローマ内戦が始まると、レントゥルスはカプアでカエサルが開設した剣闘士養成所の剣闘士を解放して元老院派の軍に組み入れ、次いでアシア属州に赴き、同地に駐留していた2個軍団を連れてギリシアへ撤退していたグナエウス・ポンペイウスの本軍に合流した。
レントゥルスは紀元前48年8月のファルサルスの戦いへ参戦したが、元老院派は敗北を喫し、レントゥルスはキプロス、ロドス島を経て、ポンペイウスと同じくエジプトへ逃れた。そこでポンペイウス同様殺害されたが、カエサルが書いた『内乱記』ではポンペイウスと同じ舟に乗船して捕虜となり翌日に殺害されたとある一方、プルタルコス『対比列伝』ではポンペイウスと別の舟で上陸してポンペイウスの死を確認した後に捕縛・殺害されたとある。